# Colegio Ghislieri
El Colegio Ghislieri (italiano: Collegio Ghislieri), fundado en 1567 por el Papa Pío V, es el segundo colegio más antiguo de Pavía y también cofundador de la IUSS en Pavía.

## Historia
Collegio Ghislieri es una institución italiana de 450 años comprometida con la promoción de los estudios universitarios sobre la base del mérito, que acoge a unos 200 alumnos (hombres y mujeres) que asisten a todas las facultades de la Universidad de Pavía, ofreciéndoles oportunidades logísticas y culturales, como becas, conferencias, conferencias, una biblioteca de 130.000 volúmenes (la tercera biblioteca privada más grande del norte de Italia) y cursos de idiomas extranjeros. Cada año, unos 40 nuevos estudiantes de todo el país son seleccionados por concurso público. Fundado por el Papa Pío V (Antonio Ghislieri) en 1567, y administrado secularmente desde el siglo XVIII, el colegio se encuentra ahora bajo el Alto Patrocinio de la Presidencia de la República Italiana. Está clasificada entre las instituciones de alta calificación por el Ministerio italiano de Educación y Universidad. Los gastos de los estudiantes son subsidiados por la universidad ya que las tarifas requeridas son proporcionales a los ingresos de los padres; muchas plazas se conceden de forma gratuita. Entre sus alumnos se encuentran Carlo Goldoni y varios estadistas, científicos y académicos italianos de los últimos dos siglos.

## El Palacio
La construcción del edificio destinado a albergar el colegio Ghislieri se acometió en 1571 bajo la dirección de Pellegrino Tibaldi, uno de los más grandes arquitectos de la época, que siguió las obras hasta 1585, año en que fue llamado a España por Felipe II. El espíritu austero de la Contrarreforma impregna todo el edificio, empezando por la severa fachada que tiene como únicos ornamentos la suntuosa portada del colegio romano y la torre de la linterna. Interpretando el espíritu del Papa Pío V, el arquitecto diseñó un edificio imponente pero funcional a la vida comunitaria para la que estaba destinado. De esta finalidad deriva la centralidad del pórtico de cuatro lados, con columnas combinadas y reforzadas en las esquinas por un pilar, y del gran corredor de la planta principal, presidido por las habitaciones de los estudiantes y que recibe la luz de dos grandes logias. Hacia mediados del siglo XVIII, el edificio se amplió significativamente con la adición de una nueva ala al sur, la llamada Crimea.

## La capilla
La capilla del colegio fue diseñada por Pellegrino Tibaldi y solo se terminó a principios del siglo XVII, tras la intervención de otro famoso arquitecto de la época, Alessandro Mollo. El atrio, por el que se accede a la capilla, está dedicado a San Pío V y conserva numerosas pinturas del siglo XVI y en particular: Los milagros de San Pío V de Luigi Pellegrini Scaramuccia, San Pío libera a los endemoniados de Giovanni Peruzzini y visión de la batalla de Lepanto de Giovanni Battista del Sole. El oratorio, de planta central, está rematado por una cúpula de ocho cuerpos con linterna; en el altar destaca el retablo de la Natividad, San Jerónimo y Pío V (hacia 1620), de Guglielmo Caccia. A la capilla se accede a través de un atrio dedicado a San Pío, cuyos milagros se celebran en pinturas del siglo XVII. La gloria del fundador es celebrada, en el Colegio, por numerosos retratos (entre los que destaca el cuadro de Scipione Pulzone, conservado en los locales de la Dirección del Colegio y en el apartamento del Rector) y por las obras escultóricas. Entre estos últimos se encuentra la estatua de bronce firmada por Francesco Nuvoloni y fechada en 1692 que se destaca en el centro de Piazza Ghislieri: la obra, fundida en Roma por Francesco Ferreri, se puede contar entre las obras maestras de la escultura de la época y retoma el tono y energía la grandeza de Bernini, cuya manera Nuvoloni, natural del cantón de Ticino, había hecho suya.

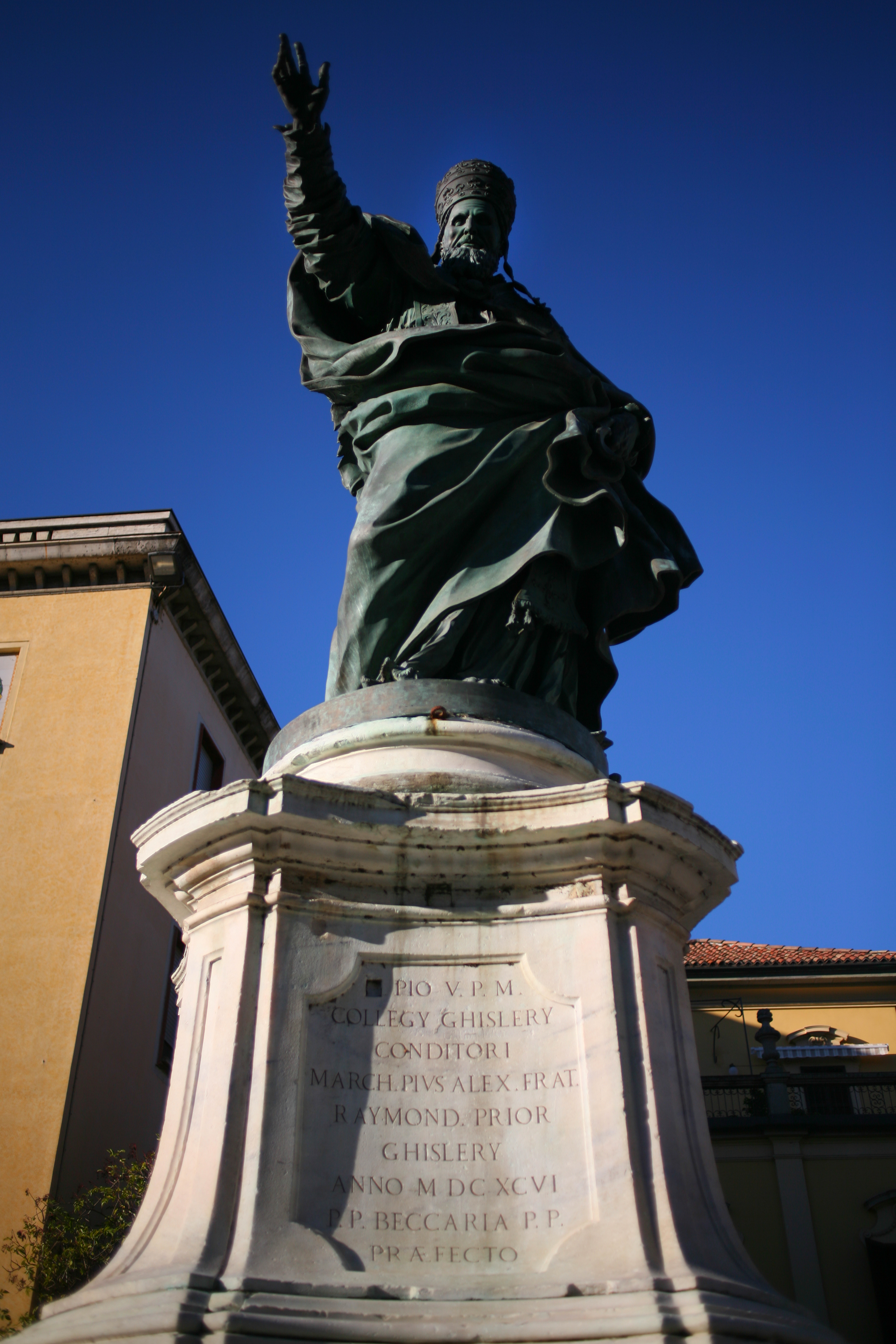
Francesco Nuvolone, monumento a Pío V, ubicado frente al Colegio e inaugurado en 1692.
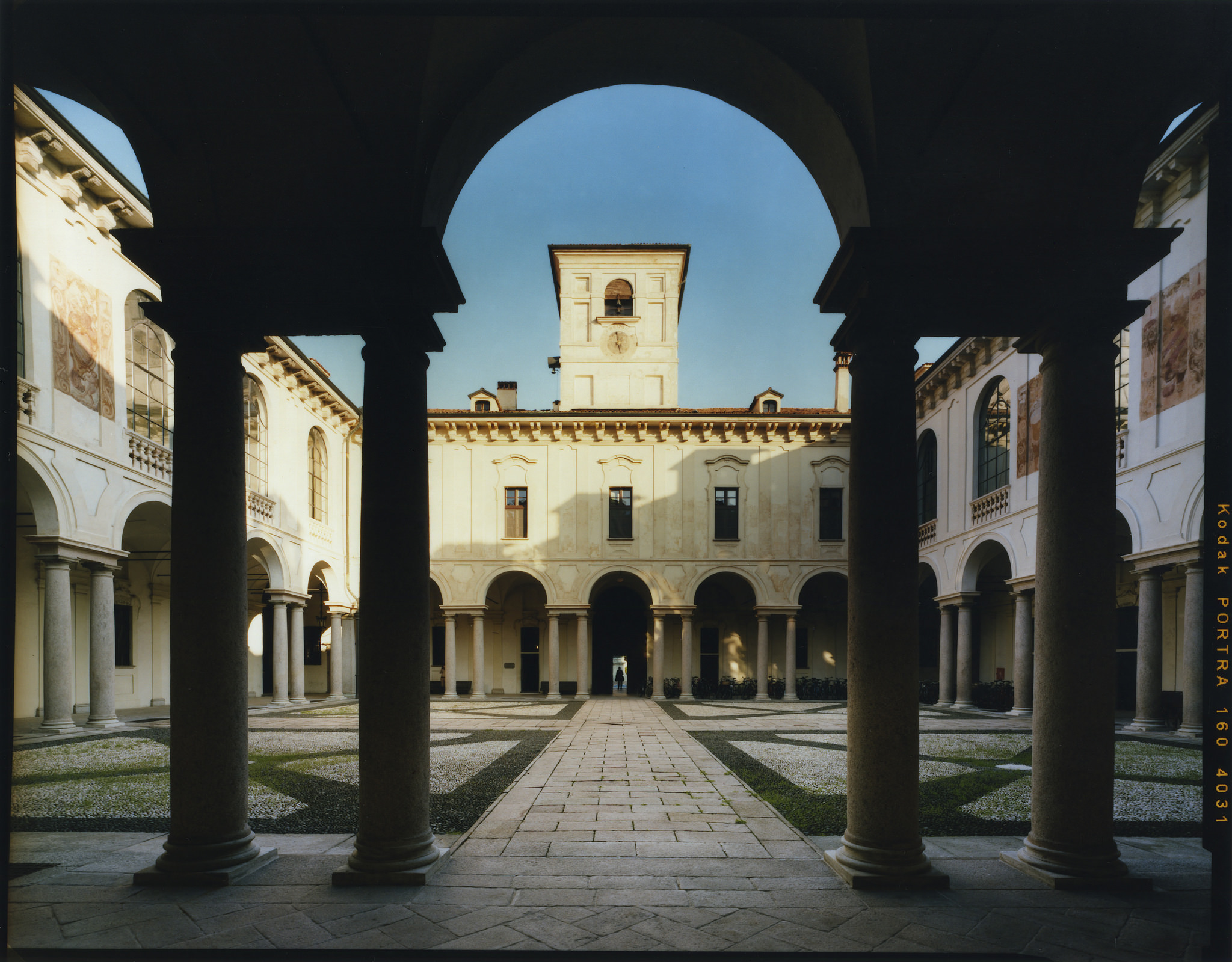
El patio.
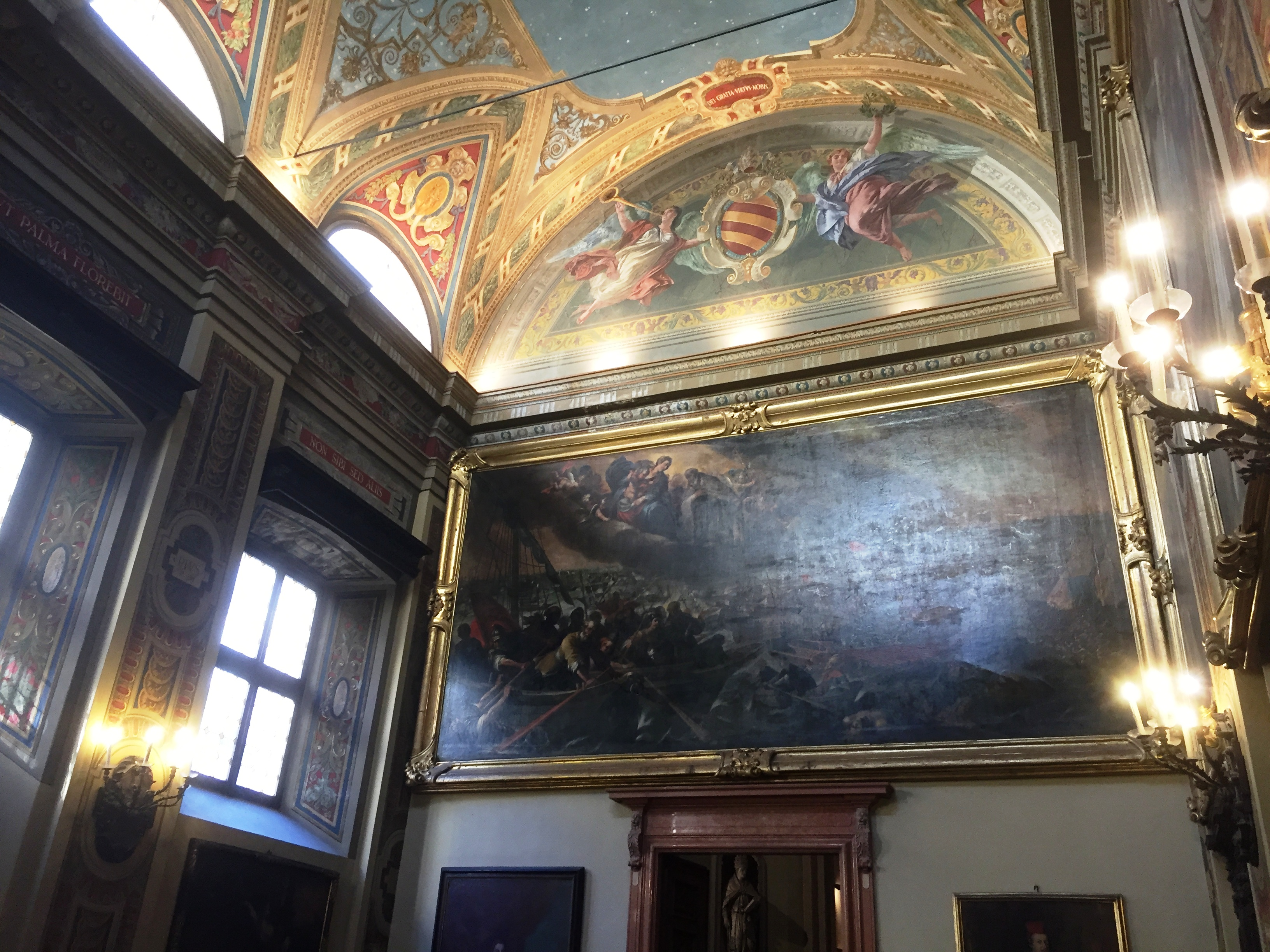
Atrio de la capilla.
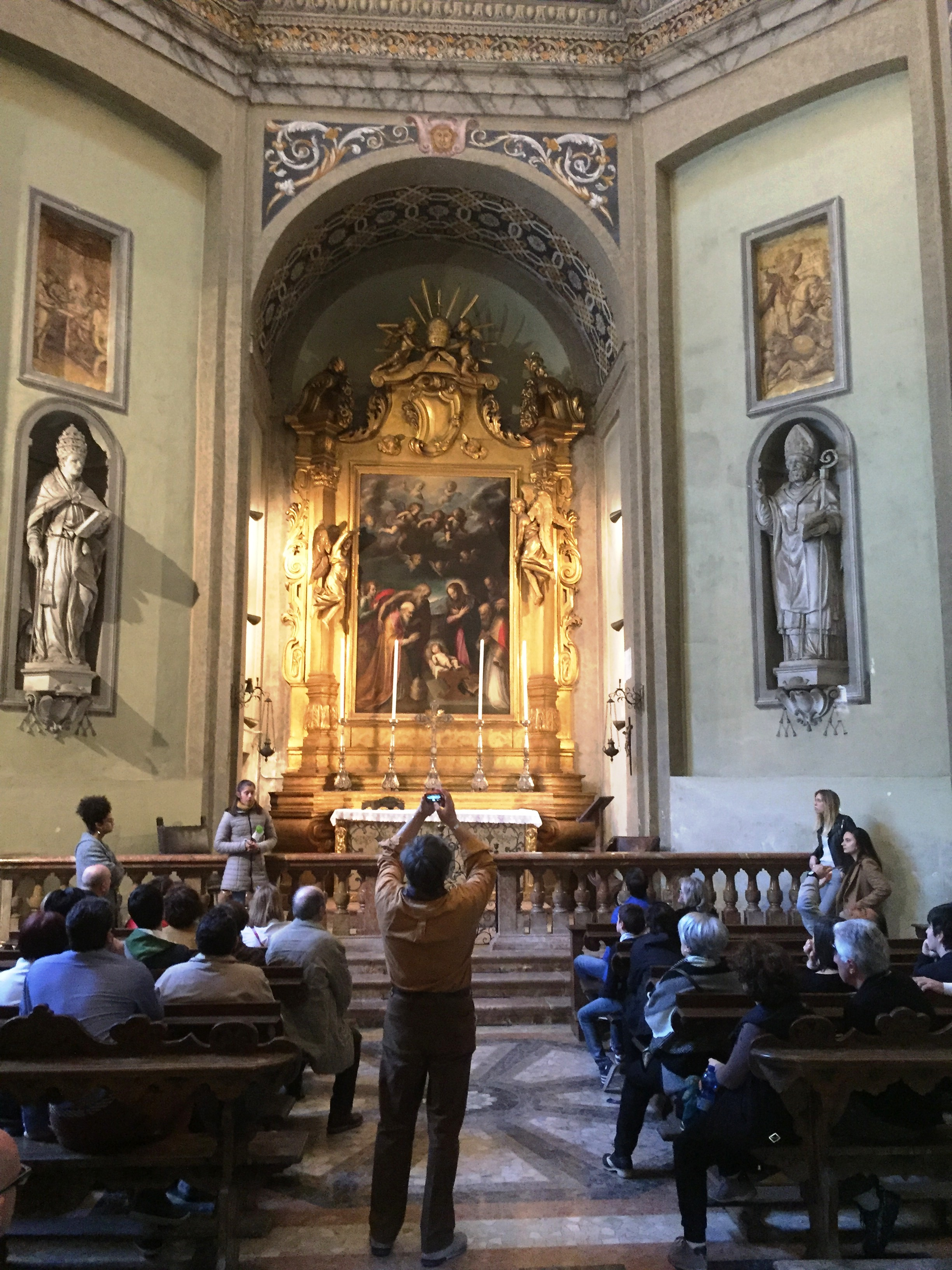
La capilla.
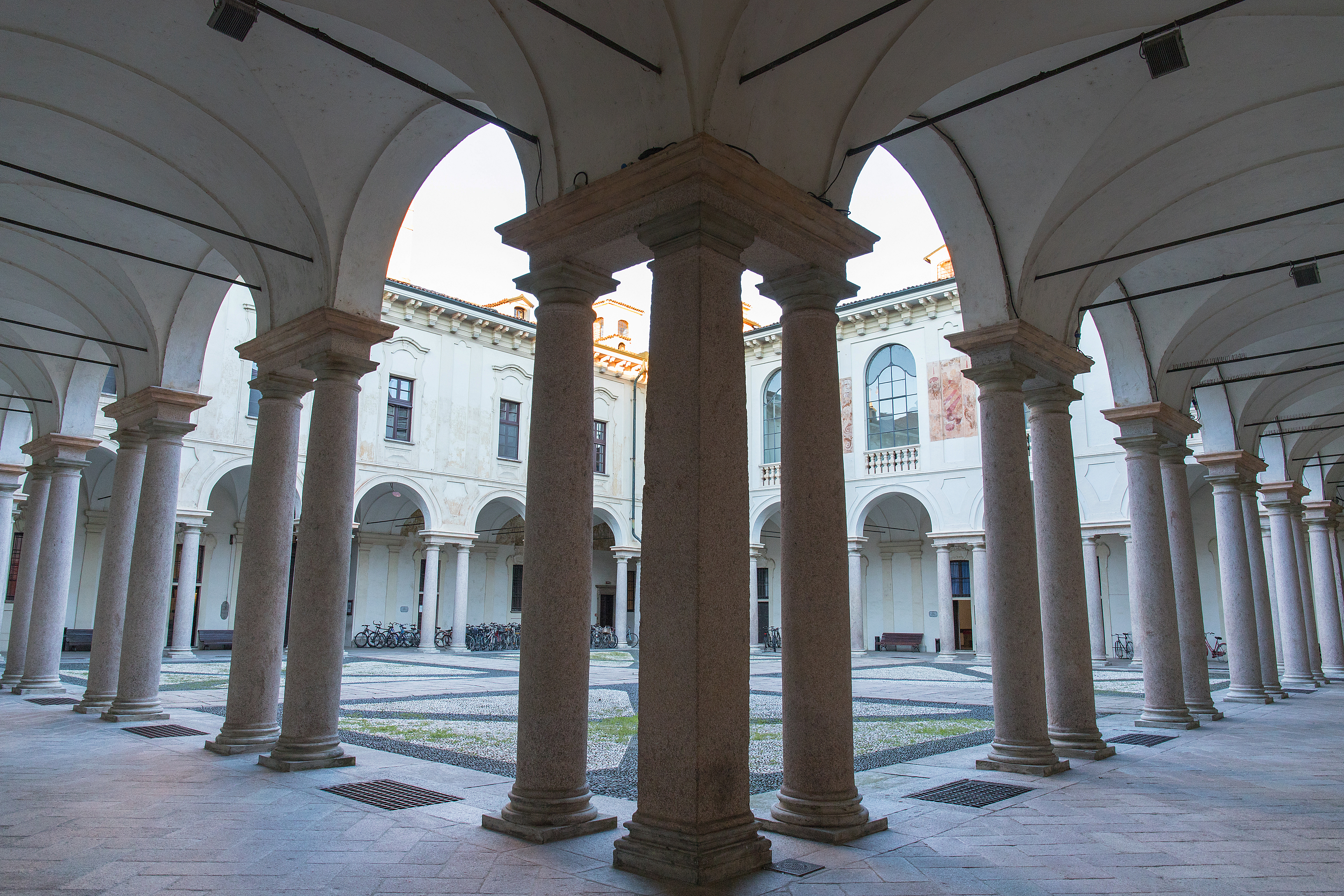
El porche.
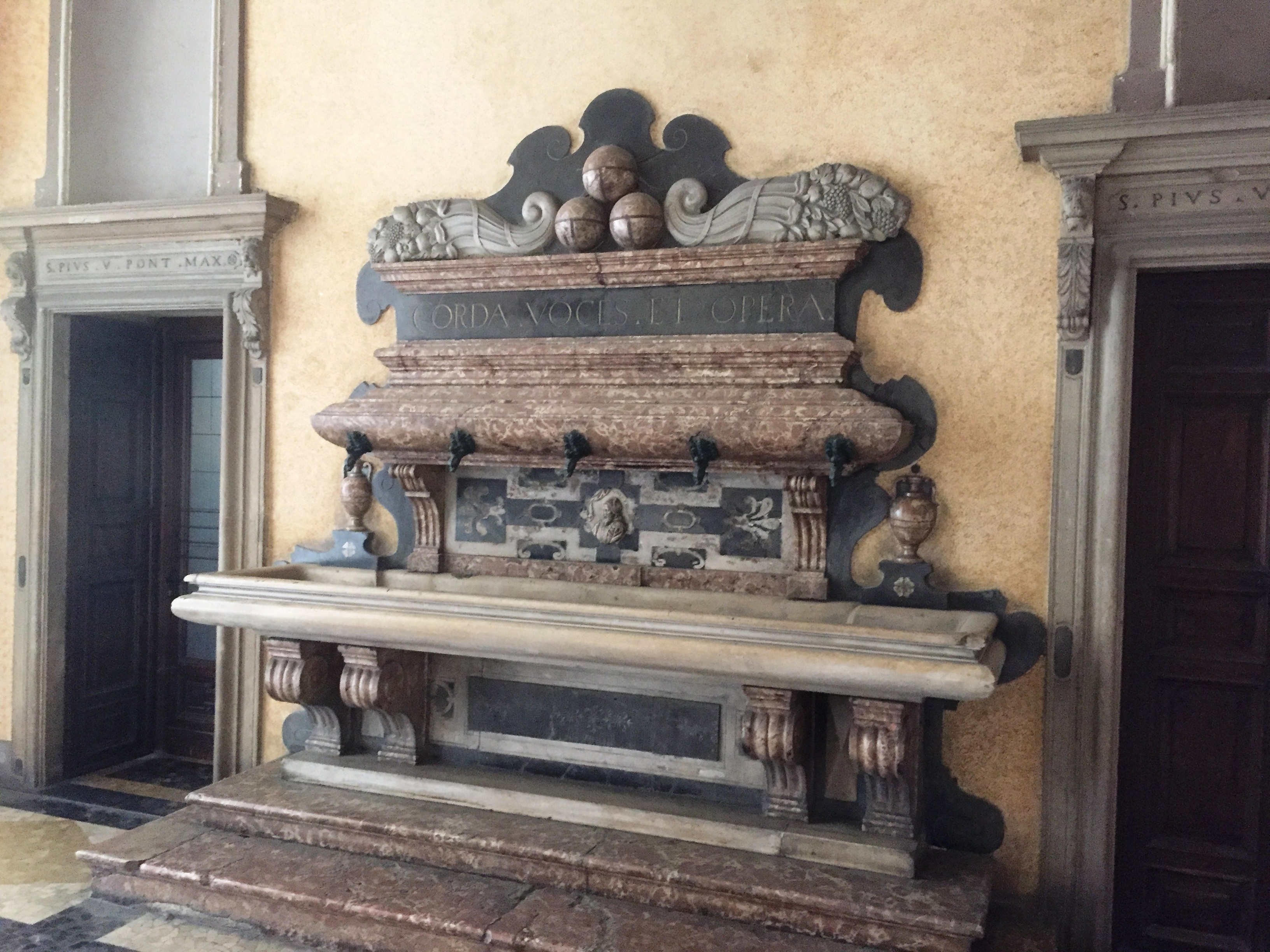
El lavabo, siglo XVI.

## Biblioteca
Las bulas constitutivas emitidas por Pío V no preveían la existencia de una biblioteca, incluso si en el Colegio había libros propiedad de la institución, ambos comprados directamente al Papa fundador, y confiscados cuando la mesa de la abadía de San Pietro in Ciel d' Oro fue suprimido. En su mayoría son obras de contenido religioso y filosófico o de teología, pero hay algunos incunables muy preciados, entre ellos la Hypnerotomachia Poliphili. Las obras más antiguas que aún se conservan en la Biblioteca deben remontarse a este núcleo original, aunque en parte se perdió en el siglo XVIII cuando, por voluntad de María  Teresa de Austria, la "biblioteca" del Colegio se trasladó por primera vez al Palacio. Malaspina (1771) y luego se fusionó con la universitaria y allí se trasladó. Tras el traslado del material bibliográfico de Ghislieri a la Universidad, el abad Gregorio Fontana, profesor de Matemáticas de la Universidad de Pavía, y tras él los distintos directores espirituales, se dieron a la tarea de reconstituir una biblioteca dentro del internado, con sumas destinadas en El presupuesto de Ghislieri. Un canal privilegiado de acceso fue el seguido por las obras propiedad de la suprimida Compañía de Jesús y en particular por la biblioteca Braidense. Pero la monarquía austríaca, que a mediados del siglo XVIII había tomado el control del Colegio mostrando una gran apertura hacia la cultura europea en todas sus ramas, durante la Restauración impuso su propia censura sobre la biblioteca, desconfiando de las ideas que entraban en el circuito cultural. de la Revolución Francesa. Esta situación solo cesó con la unificación de Italia, lo que permitió que la biblioteca continuara enriqueciéndose con obras destinadas a profundizar en los temas de los cursos universitarios, pero también de la cultura general. Entre los canales privilegiados para enriquecer el material del libro estaban las adquisiciones por legado o donación, entre las que se encontraban las de Pietro Ciapessoni, rector del Colegio e ilustre historiador del derecho romano, y Alessandro Pellegrini, germanista y estudioso de las lenguas y culturas europeas. La biblioteca ahora alberga alrededor de 130.000 volúmenes: además de libros de texto gratuitos para los estudiantes, no solo hay obras de ficción y no ficción, sino también enciclopedias, repertorios y herramientas bibliográficas para cada área del conocimiento.

## El castillo de Lardirago
En 1569, el Papa Pío V ordenó la atribución al colegio del feudo de Lardirago, con su castillo altomedieval, y del feudo de Gerenzago, anteriormente propiedad de la abadía de San Pietro in Ciel d'Oro: así se garantizaron los ingresos necesarios. para cumplir con las tareas institucionales de Ghislieri, y una autonomía de gestión que nunca ha cesado a lo largo de los siglos.

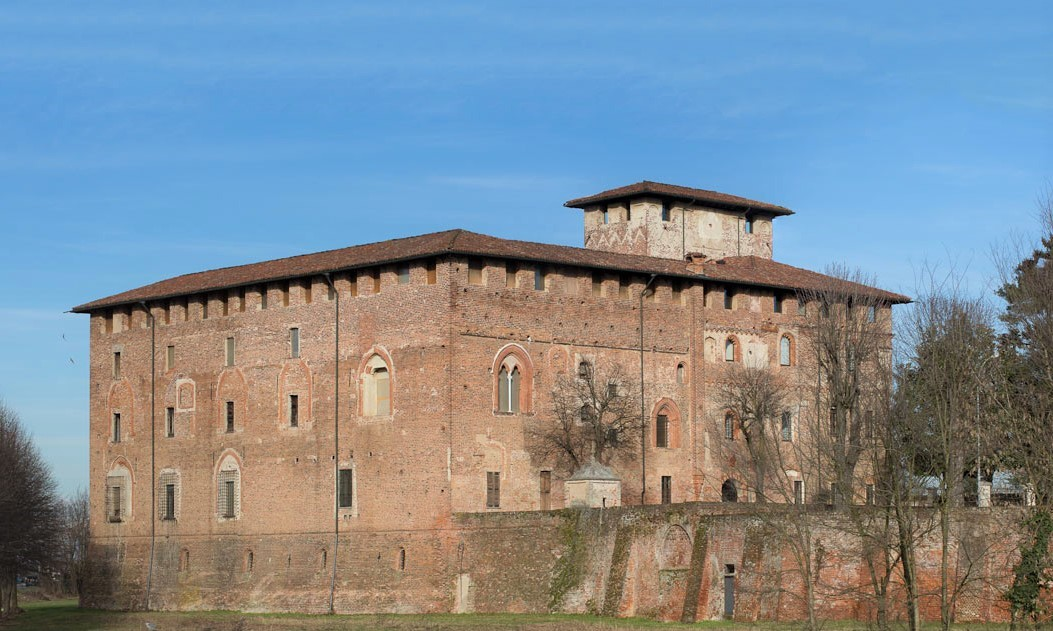
Castillo de Lardirago

El castillo de Lardirago, nacido en los siglos XII y XIII como estructura defensiva, se convirtió en residencia nobiliaria en la época Visconti-Sforza. Fruto de sucesivas fases constructivas, asumió su estructura actual en el siglo XIV a partir del núcleo románico original de la ermita. El colegio Ghislieri ha impulsado y financiado la rehabilitación del castillo como sede de múltiples actividades culturales: congresos y conferencias, cursos de especialización y actualización, jornadas científicas y exposiciones.